# Sniper Elite V2
Sniper Elite V2 es un videojuego de disparos en tercera persona desarrollado por Rebellion Developments para Microsoft Windows, PlayStation 3, Xbox 360 y Wii U, que fue lanzado el 1 de mayo de 2012.
La historia del videojuego se basa en la Oficina de Servicios Estratégicos americana, en la captura o eliminación de científicos involucrados en el programa del cohete V2 alemán mientras que por otro lado se producía la invasión del Ejército Rojo. Una precuela titulada Sniper Elite III fue lanzada en 2014.
Al igual que su antecesor, Sniper Elite (del 2005), tiene la misma fecha y lugar, la Batalla de Berlín entre abril y mayo del 1945. Pero ahora su protagonista principal, Karl Fairburne, un oficial estadounidense de la Oficina de Servicios Estratégicos debe capturar o eliminar a los científicos que participan en el programa alemán de  cohetes V2.
Ofrece tanto modo de juego de un jugador (misión o desafío), modo cooperativo y multijugador. A diferencia de muchos juegos de este estilo, en Sniper Elite V2 se utiliza el sigilo antes que la fuerza bruta. Fairburne usa distintos tipos de armas como 5 fusiles de francotirador, subfusiles, pistolas, granadas, minas, piedras, etc. El jugador tendrá que enfrentarse a continuas decisiones, tales como elegir entre hacer un disparo perfecto que descubra su posición o buscar una ruta más difícil que les permita continuar con su misión. Una de las principales características de este título es el realismo de balística que ofrece, donde factores como el viento, velocidad, gravedad y demás afectan a las balas e incluso se debe pausar la respiración para apuntar mejor.
Otra de las novedades es la "Kill Cam", un modo de vista que se activa al realizar un disparo particularmente extremo, siguiendo la trayectoria de la bala a cámara lenta hasta que éste penetra en el cuerpo del enemigo el cual se muestra su interior para ver como causa daño a los órganos y huesos. Otros nuevos elementos incluyen la posibilidad de marcar los enemigos para poner de relieve su posición junto con la información de destino, y una figura blanca delineada que marca el punto en el que los soldados enemigos avistaron al jugador por última vez para que éste pueda hacer su escape. También tienes la oportunidad de conseguir nuevas armas a medida que vayas progresando en cada misión y seleccionarlas en tu inventario antes de comenzar las misiones de cada juego.

## Características

### Fusiles
- M1903A4 Springfield
- Mosin-Nagant
- Gewehr 43
- Karabiner 98k
- SVT-40
- Lee-Enfield No.1 Mk.III - DLC
- Arisaka Tipo 99 - DLC
- Carabina M1 - DLC
- M1-D Garand - DLC

### Subfusiles
- M1A1 Thompson
- MP40
- PPSh-41
- Subfusil Błyskawica- DLC

### Fusiles de asalto
- Sturmgewehr 44 - DLC

### Pistolas
- Pistola Welrod
- Colt M1911A1
- Luger P08
- Webley Mk VI - DLC
- Tokarev TT-33 - DLC

### Arrojadizas y explosivos
- Granada F-1
- Stielhandgranate
- Mina terrestre
- Mina-S
- Dinamita

## Secuela
La tercera entrega de la serie Sniper Elite fue anunciada en marzo de 2013. Sniper Elite III tiene lugar en el norte de África durante la Segunda Guerra Mundial y ha sido descrito como un "more of a sandbox game". Kingsley afirmó que "We want you to feel you're dealing with scenarios that are believable and that you can genuinely make meaningful choices on how to tackle them".

## Recepción
En Steam el videojuego vendió 500.000 copias.